# Aleksandr Chruszczow
Aleksander Pietrowicz Chruszczow (ros. Александр Петрович Хрущёв; ur. 4 sierpnia 1806 w miejscowości Basowo koło Tuły, zm. 4 lipca 1875 tamże) – rosyjski wojskowy, generał-adiutant.

## Życiorys
Brał udział w wojnie z Turcją 1828–1829. Podczas wojny krymskiej, w 1851 został wyznaczony dowódcą wołyńskiego pułku piechoty. Odznaczył się w bitwie nad Almą, po której osłaniał odwrót armii; uczestniczył w obronie Sewastopola.
Od 1861 do 28 czerwca 1864 był naczelnikiem wojennym okręgu (od 1862: oddziału) lubelskiego, biorąc udział w tłumieniu powstania styczniowego. Zatwierdzał wyroki śmierci na polskich powstańcach, m.in. na Leonie Frankowskim. Za zasługi w tłumieniu powstania styczniowego został odznaczony w 1864 Orderem Orła Białego. Poza tym odznaczony Orderem Świętego Aleksandra Newskiego (1868), Orderem Świętego Jerzego III i IV klasy, Orderem Świętej Anny I, II, III i IV klasy, Orderem Świętego Włodzimierza II i IV klasy oraz Orderem Świętego Stanisława III klasy.
Od 1866 był generał-gubernatorem Zachodniej Syberii i dowódcą wojsk zachodniosyberyjskiego okręgu. Służył tam do 1874, następnie został członkiem Rady Państwa.